# Новодонецьке (станція)
Новодонецьке — проміжна залізнична станція Лиманської дирекції Донецької залізниці.
Розташована в смт Новодонецьке, Покровський район, Донецької області на лінії Покровськ — Дубове між станціями Золоті Пруди 32 км та Мерцалове 12 км.

## Історія
Наявність станції в районі на північ від села Степанівка була передбачена першими проєктами залізниці у загальному напрямі Гришине (Покровськ) — Лозова, складеними у 1902 і 1916 роках. Згідно із проєктом 1916 року, проєктована станція мала назву Степанівка. Таку попередню назву мала станція, яку збудували в даній місцевості в 1960—1962 роках, і яка в 1963 році стала Легендарною. Щодо походження остаточної назви, її пов'язують з «легендарною Червоною армією». Інші «робочі» назви станції: Іверська (друге село неподалік від станції), Новодонецька (селище, що обслуговується станцією), Гідрорудник (назва шахт «Новодонецька» і «Красноармійська» під час будівництва), Широка (імовірно, пов'язана з шириною смуги відводу під станцію).
До станції Новодонецьке тяжіють селище міського типу Новодонецьке, великі села Іверське, Степанівка й більш малі села (загальна кількість мешканців у населених пунктах перевищує 10 тис.). На станцію вантажним залізничним і автотранспортом потрапляє вугілля з шахт «Піонер», «Свято-Покровська» (колишня «Красноармійська»), а також хліб із полів господарств Добропільського й Олександрівського районів. За 2 км від станції розташована Новодонецька автостанція із автобусними рейсами до Покровська — Донецька (Олександрівський блок-пост), Барвінкового — Харкова, Краматорська, а також Спасько-Михайлівки — Петрівки-Другої. Старі села Степанівка та Іверське, за сприятливих умов, можуть стати осередками сільського туризму.
Згідно із технічно-розпорядчим актом станції Легендарна на 1963 рік, тут було укладено головну (№ 1), приймально-відправні (№ 2, 4), сортувально-відправні колії (№ 3 в парному напрямі та 5 в непарному напрямі), навантажувально-розвантажувальні тупики (№ 14, 15, 16), обгінну колію та витяжний тупик. Пасажирські потяги зупинялися біля колії № 2, де було обладнано 300-метрову пасажирську платформу (вище рівня пасажирської будівлі) й пакгауз. На головній колії пасажирські потяги, що прямували на Красноармійськ (Покровськ), відстоювалися для схрещення із зустрічними потягами на Дубове. З боку стрілочного посту № 2 (парна горловина) будувалася під'їзна колія на гідрошахти «Піонер», «Красноармійська».
Станом на 1964 рік, станція Легендарна відправила лише 1,3 тис. т вантажів, з них більше половини — солома. Приймала станція набагато більше — 50 тис. т вантажів, оскільки в районі тоді велося масштабне капітальне будівництво. Номенклатури вантажів, прийнятих тоді станцією, такі: каміння будівельне — 19,3 тис. т; баласт для залізниць — 16,7 тис. т; пісок, земля, глина — 3,8 тис. т; ліс — 2,5 тис. т; цегла — 1,8 тис. т; цемент — 1,1 тис. т; кам'яне вугілля — 1,0 тис. т. Вантажні потяги курсували під паровозами ЭХ й ЭР, а також під тепловозами ТЭ-3. Спецманеври по станціях, а також переміщення пасажирських складів (див. нижче) здійснювалися за допомогою маневрових паровозів СУ.
Головний вантаж, який зараз відправляє станція Новодонецьке, — вугілля, — на початку 60-х років вивозилося через станцію Добропілля. Містоутворююча для Новодонецького шахта «Піонер», яка відвантажувала вугілля, починаючи з 1961 року, мала під'їзну колію, що примикала саме по станції Добропілля, оскільки ділянка залізниці гідрошахта «Піонер» — роз'їзд № 5 (Дружна) — станція Легендарна зі складним профілем (висота насипу в районі перетинання траси залізниці з річкою Водяна перевищує 10 м) з'явилася не раніше 1966—1967 року. З 1968 року на станцію Легендарна потрапляло вугілля з шахти «Красноармійська». Роз'їзд Дружна також передбачався для залучення до станції Легендарна вугілля проєктованої шахти «Самарська-Капітальна»; окремим фірмам, починаючи з 2009 року, надавався дозвіл на розвідку і розробку однойменної перспективної ділянки вугільного родовища.
Хліб на початку 60-х років ХХ століття вивозився з Олександрівщини автотранспортом на Добропілля, Барвінкове, Гаврилівку, Краматорськ. Нинішня візитівка станції Легендарна — Легендарненський елеватор ДП «Хліб України» (в радянські часи — найбільший в Україні та третій за величиною бункерних ємностей у Європі) з'явився лише у 1975 році. Його будували силами засуджених. Елеватор розрахований на зберігання 150 тис. т зерна й щодобове відвантаження по 2 тис. т (більше 30 вагонів). Зараз елеватор працює, в найкращому випадку, на третину проєктної потужності й завантажує декілька одиниць автотранспорту й до 5-6 вагонів-зерновозів на добу, які вивозяться на Покровськ у складі збірних вивізних потягів.
Перші робочі (приміські) потяги (2 пасажирських вагони під паровозом) у сполученні Дубове — Мерцалове пішли через станцію Легендарна вже в 1962 році. 1963 року через станцію курсували 2 пари приміських потягів № 513/514-515/516 і 517/518-519/520 у сполученні Красноармійськ — Дубове. Приміський потяг на Дубове відходив від станції Легендарна о 8:04 й 19:59, на Красноармійськ — об 11:06 і 23:06. З 1965 року одна з пар приміських потягів курсувала у складі дизель-потягу Іловайського депо; в 1969—1993 роках дизель-потяг курсував до Лозової. Станом на 1969 рік, приміський потяг № 517/518 Іловайське — Лозова вирушав від Легендарної о 19:35, № 519/520 Лозова — Іловайськ (через Рою, Криничну) — о 3:30.
У другій половині 60-х — 70-ті роки робота станції Легендарна характеризувалася великою кількістю пасажирів. Статистика продажу пасажирських квитків по станції така: 1964 рік — 15,6 тис., 1965, 1969 роки — 23,2 тис., 1970 рік — 39,5 тис., 1971 рік — 33,5 тис., 1972 рік — 36,2 тис., 1973 рік — 38,4 тис. квитків. У 70-ті роки минулого століття в графік руху потягів було введено додаткові приміські пасажирські потяги Красноармійськ — Вітерець (з початку 80-х років постійно курсував до станції Дубове) і Мерцалове — Легендарна — Красноармійськ («учнівський» вагон). В 90-х роках через Легендарну курсувала максимальна кількість приміських потягів — 4 пар Красноармійськ — Дубове й 1-2 рейси на добу — Легендарна — Красноармійськ.
Протягом 1996—2007 років кількість пар приміських потягів через станцію Легендарна скоротилася втричі. 2007 року усі пари приміських потягів, які залишилися в русі (1 пара Красноармійськ — Легендарна, 1 пара Красноармійськ — Дубове), були переведені в категорію господарських із можливістю проїзду в них пасажирів, а в 2009 році — замінені автобусним розвезенням суто працівників Донецької залізниці. Станом на 2013 рік, у графік руху поїздів було закладено 2 пари вантажних потягів у сполученні Покровськ — Легендарна і 1 пара вантажних потягів — у сполученні Легендарна — Золоті Пруди.

## Сучасність
Пасажирський рух відсутній